# Eva Clare
Eva Clare (* 1884 in Neepawa/Manitoba; † 29. März 1961 in Winnipeg) war eine kanadische Pianistin und Musikpädagogin.

## Leben
Nach einer ersten Ausbildung in Winnipeg studierte Clare fünf Jahre lang bei Olga Varet-Stepanoff und Josef Lhévinne in Berlin. Während des Ersten Weltkrieges setzte sie ihre Ausbildung in New York bei Ernest Hutcheson und Howard Brockway fort. Sie unterrichtete zunächst in Regina/Saskatchewan, wo sie 1915 den Eva Clare Studio Club gründete, über den sie 1924 das Buch Musical Appreciation and the Studio Club veröffentlichte.
1918 übersiedelte Clare nach Winnipeg, wo sie 1922 mit dem Minneapolis Symphony Orchestra Griegs Klavierkonzert aufführte. Eine erfolgreiche Konzertreise führte sie 1927–28 nach Prag, München, Wien und Budapest. Sie war die erste Präsidentin der Manitoba Registered Music Teachers’ Association (MRMTA) und stellte mit Leonard Heaton und Gladys Egbert das erste Buch mit Werken für das Klavierexamen des Western Board of Music zusammen. 1933 gründete sie in Manitoba für ihre Freunde und Schüler erneut einen Studio-Club, aus dem später die Wednesday Morning Musicales hervorgingen.
Ab 1937 bis zu ihrer Emeritierung 1949 war sie Direktorin der Musikfakultät der University of Manitoba, deren Konzertsaal nach ihr benannt wurde. Zu ihren Schülern zählen u. a. Beth Cooil, Phyllis Holtby, Anna Moncrieff, Barbara Pentland, Helga und Snjolaug Sigurdson, Frank Thorolfson und Moira Wilson.